# 1985 في السعودية
تحتوي هذه المقالة على أهم الأحداث التي شهدتها السعودية في 1985، والذي يوافق 1 ربيع الأول 1405 هـ - 19 ربيع الآخر 1406 هـ إضافة إلى أهم الشخصيات السعودية التي وُلدت أو تُوفيت في هذه السنة.

## السياسة

### الحكم
الملك: فهد بن عبد العزيز آل سعود

## أحداث
- إنتاج عودة عصويد.
- إنشاء الشبكة الخليجية (GULFNET) كأول شبكة حاسوبية عامة في منطقة الخليج العربي. تضم عدداً من الجامعات ومراكز الأبحاث في دول المنطقة، وتعد مدينة الملك عبد العزيز للعلوم والتقنية النواة الرئيسة للشبكة.[1]

### يناير
- 1: كأس العرب لكرة القدم 1985

### فبراير
- 1:
  - بناء 7 مستشفيات جديدة في الجوف، طريف، بيشة، السليل، رماح، ظهران الجنوب، الرس، عرعر بتكلفة إجمالية تصل إلى 520 مليون ريال وإجمالي أسرة بلغت 610 سرير. والانتهاء من بناء 9 مستشفيات جديدة في العلا ورابغ وأضم والقنفذة والبكيرية وصامطة وحفر الباطن والقريات والمجمعة بسعة 1110 سرير بواقع 100 سرير لكل منها حيث بلغت تكلفتها 1520 مليون ريال.[2]
  - البدء في التشغيل التجيري لمشروع شبكة مياه الهدا بالطائف والذي يشمل تمديد خمسة و ثلاثين ألف متر من أنابيب نقل المياه و 3 خزانات رئيسية تبلغ سعتها الإجمالية 7 آلاف متر مكعب من المياه العذبة . [3]
- 7:
  - الملك فهد بن عبدالعزيز يتوجه إلى الولايات المتحدة الأمريكية لزيارة الرئيس رونالد ريغان . [4]
  - إقامة ندوة عن أمراض الأمعاء الغليظة والمستقيم في كلية الطب بجامعة الملك سعود في الرياض بالتعاون مع ممثل الخدمات الطبية بمستشفى القوات المسلحة بالرياض الدكتور محمد الربيعة . [5]
  - إنشاء مدينة جامعية في مكة المكرمة على مساحة 16 مليون متر مربع في حي المعابدة على بعد 7 كم عن مكة المكرمة . [6]
- 13: تلقت لجنة المنطقة الشرقية لمساعدة متضرري الجفاف لبعض دول أفريقيا الدفعة الثانية والعشرين من التبرعات من محبي فعل الخير بالمنطقة بلغت جملتها أكثر من مليون و 300 ألف ريال .[7]

### مارس
- 11:
  - إقامة تمرين العرين من قوات الحرس الوطني السعودي .
  - اكتمال 70% من طريق الرياض - القصيم والذي تبلغ تكلفته 1600 مليون ريال و طوله 317 كم وفيه 3 مسارات في كل اتجاه و 17 تقاطعًا علويا حيث يقوم بتنفيذه 9 مقاولين سعوديين . [8]
- 19: وزير الدفاع الاندونيسي بونيمان يزور المملكة العربية السعودية و يؤدي مناسك العمرة .

### أبريل
- 2:
  - إقامة الحفل السنوي للأمانة العامة لجائزة الملك فيصل العالمية من مؤسسة الملك فيصل الخيرية والتي تمنح في خمسة فروع هي خدمة الإسلام , الدراسات الإسلامية , الأدب العربي, الطب , العلوم . [9]
  - وضع حجر الأساس لمشروع بوابة الشمال في منطقة تبوك حيث يتكون المشروع من خمس بوابات متصلة تقع في ميدان واحد و يبلغ ارتفاع البوابة منها 30 مترا ويحيط بها مجموعة من النوافير و أحواض الزهور و بتكلفة 8 ملايين ريال . [10]
  - البدء بمشروع توسعة طريق مدينة الخفجي على الحدود السعودية الكويتية بأبو جدرية بالمنطقة الشرقية و جعله طريق مزدوج و سريع وبطول 1841 كم , حيث يبدأ من مدينة الكويت و ينتهي في مدينة مسقط عاصمة دولة عمان . [11]

### يوليو
- 9:
  - الانتهاء من مشروع المبنى الجديد لمركز الإعداد المهني بمدينة الدمام حيث بلغت تكاليفه 250 مليون ريال حيث يحوي شققا سكنية للمدربين والمتدربين و مكتبة عامة و ورشا وصالات للتدريب والدراسة مجهزة بأحدث الآلات الاصة بالتدريب . [12]
  - افتتاح قسمين للدكتوراه و الماجستير للطالبات بجامعة الإمام محمد بن سعود وهما قسم السنة و علومها بكلية أصول الدين بالرياض و ك قسم النحو والصرف وفقه اللغة بكلية اللغة العربية بالرياض .[13]
  - رصد 32 مليون ريال لمشاريع زراعية و حيوانية بالقصيم و الجوف والخرج .
- 18: بدأ مشروع توريد و تركيب أنابيب مشروع مياه البكيرية و الخضراء بمبلغ قدره 22 مليون ريال حيث تتجاوز خطوط النقل الرئيسية و الفرعية 60 كم . بالإضافة إلى حفر 12 بئرًا عميقة و محطة تنقية مياه بطاقة انتاجية قدرها 51 ألف متر مكعب يوميا و ملحقاتها من محطات ضخ و أجهزة تعقيم و أحواض و مبان للمولدات الكهربائية و للورش وللإدارة . [14]
- 18: افتتاح مركز التشخيص و الولادة بالسليمي بمنطقة حائل بسعة 30 سريرا و تكلفة إجمالية بلغت 8 ملايين ريال و سيعمل بالمركز 4 أطباء أخصائيين و 5 أطباء عامين بالإضافة إلى فني العمليات و فني التخدير و المختبر والأشعة و 12 ممرضة و قابلة . [15]

### أغسطس
- 6: بدء تنفيذ المدينة الجامعية لفرع جامعة الملك سعود في أبها . وسوف تتسع إلى 15 ألف طالب و طالبة مع إنشاء مستشفى جامعي بسعة 500 سرير . [16]
- 14: افتتاح الندوة الإسلامية في دورتها الـ 14 لعام 1405 هـ والتي نظمتها رابطة العالم الإسلامي بمقر المركز الإعلامي بمكة المكرمة . [17]

### ديسمبر
- 2: تأسيس المؤسسة العامة للصناعات العسكرية[18]

## مواليد

### يناير
- 1:
  - إنصاف حيدر ناشطة حقوقية سعودية.
  - حمد الصقور لاعب كرة قدم سعودي.
- 11: بدر المهنا سبّاح سعودي.
- 22: عبد الله الشهيل لاعب كرة قدم سعودي.

### فبراير
- 8: وانغ يو تزاو لاعب كرة مضرب تايواني.
- 25: أحمد هبه لاعب كرة قدم سعودي.

### مارس
- 16: سلطان الداودي، رامي قرص سعودي.
- 22: محمد العنبر، لاعب كرة قدم سعودي.
- 27: عبد الله حيدر، لاعب كرة قدم سعودي.
- 31: أحمد المبارك، لاعب كرة قدم سعودي.

### مايو
- 4: يوسف السالم لاعب كرة قدم سعودي.
- 12: فهد البتيري كوميدي ستاند أب سعودي.
- 25: مختار الشنقيطي لاعب كرة قدم سعودي.

### يونيو
- 2: فيصل السلطان لاعب كرة قدم سعودي.
- 4: عماد الدوسري لاعب كرة قدم سعودي.
- 21: محمد الشعيبي ممثل ومغني سعودي

### يوليو
- 4: عبد الله هوساوي لاعب كرة قدم سعودي.
- 8: سامر إسماعيل
- 16: عبد اللطيف الغنام لاعب كرة قدم سعودي.
- 29: مازن أحمد الحذيفي لاعب كرة قدم سعودي.

### أغسطس
- 6: محمد سالم لاعب كرة قدم سعودي.
- 16
  - بدر بن عبد الله بن محمد الفرحان
  - فهد المرداسي حكم كرة قدم سعودي.
- 31: محمد بن سلمان بن عبد العزيز آل سعود ولي العهد رئيس مجلس الوزراء.

### سبتمبر
- 3: مجدي صديق لاعب كرة قدم قطري.
- 8: يوسف الشهري
- 9: أحمد بن فهد بن سلمان بن عبد العزيز آل سعود، نائب أمير المنطقة الشرقية سابقاً.
- 15: ماجد العمري لاعب كرة قدم سعودي.
- 24: علي المزيدي لاعب كرة قدم سعودي.
- 27: عمر هوساوي لاعب كرة قدم سعودي.

### أكتوبر
- 1: حسين معاذ لاعب كرة قدم سعودي.
- 8: أحمد عباس لاعب كرة قدم سعودي.
- 10: مشرف الرويلي لاعب كرة قدم سعودي.
- 20: عبد الرحمن الكحيلي لاعب كرة قدم سعودي.

### نوفمبر
- 22: سعد الذياب لاعب كرة قدم سعودي.
- 29: هادي آل عباس لاعب كرة قدم سعودي.

### ديسمبر
- 1: هاني الضاحي لاعب كرة قدم سعودي.
- 2: محمد سويد مجرشي لاعب كرة قدم سعودي.
- 13: يحيى الشهري لاعب كرة قدم سعودي.
- 16: أحمد الخاطر لاعب كرة قدم سعودي.
- 18: خالد علي شراحيلي لاعب كرة قدم سعودي.
- 21: وليد محبوب لاعب كرة قدم سعودي.
- 25: سمير خان صحفي أمريكي.

## وفيات

### يناير
- 1: عبد المحسن بن عبد العزيز آل سعود (مواليد 1925) سياسي سعودي.